# Туласі

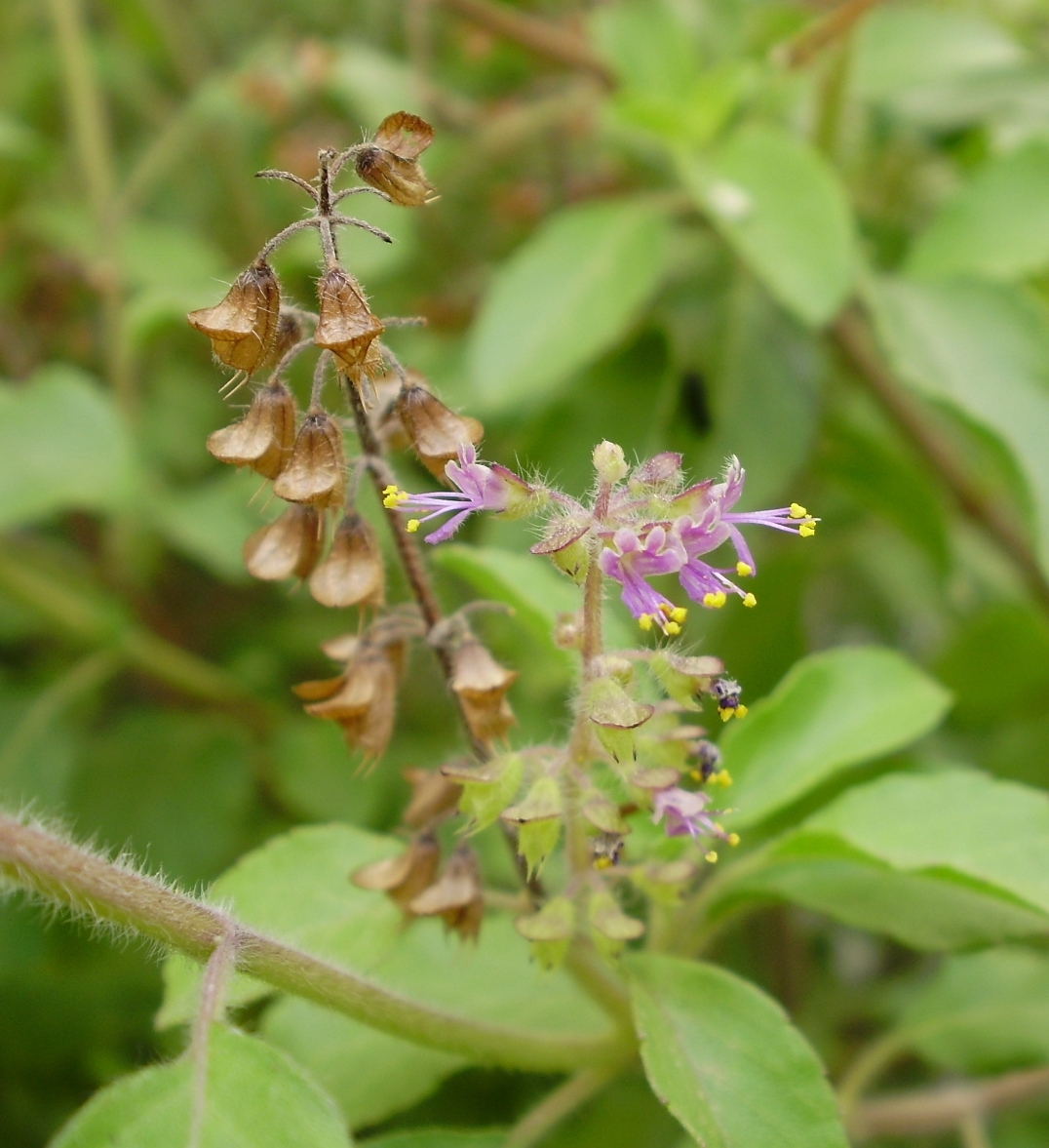
Квіти Туласі (Салем, Таміл-Наду)

Тула́сі (санскр. तुलसी, tulasī IAST) або васи́льок тонкоцвітний (Ocimum tenuiflorum) та васи́льок священний (Ocimum sanctum) — чагарник родини губоцвітів (Lamiaceae). Широко використовується в кулінарії і в лікувальних цілях, особливо в аюрведичній медицині. Шанується як священна рослина у ряді традицій індуїзму, зокрема в вайшнавізмі, де туласі поклоняються як втіленню Лакшмі (в традиціях крішнаїзму — Радзі) яка прийняла форму рослини. Листя туласі щодня використовуються в обрядовій практиці. З гілок Туласі виточують намиста (кантхімали), які є священним атрибутом вайшнавів (крішнаїтів), і чотки (джапа-мала). У перекладі з санскриту слово «Туласі» означає «незрівнянна».

## Біологічний опис

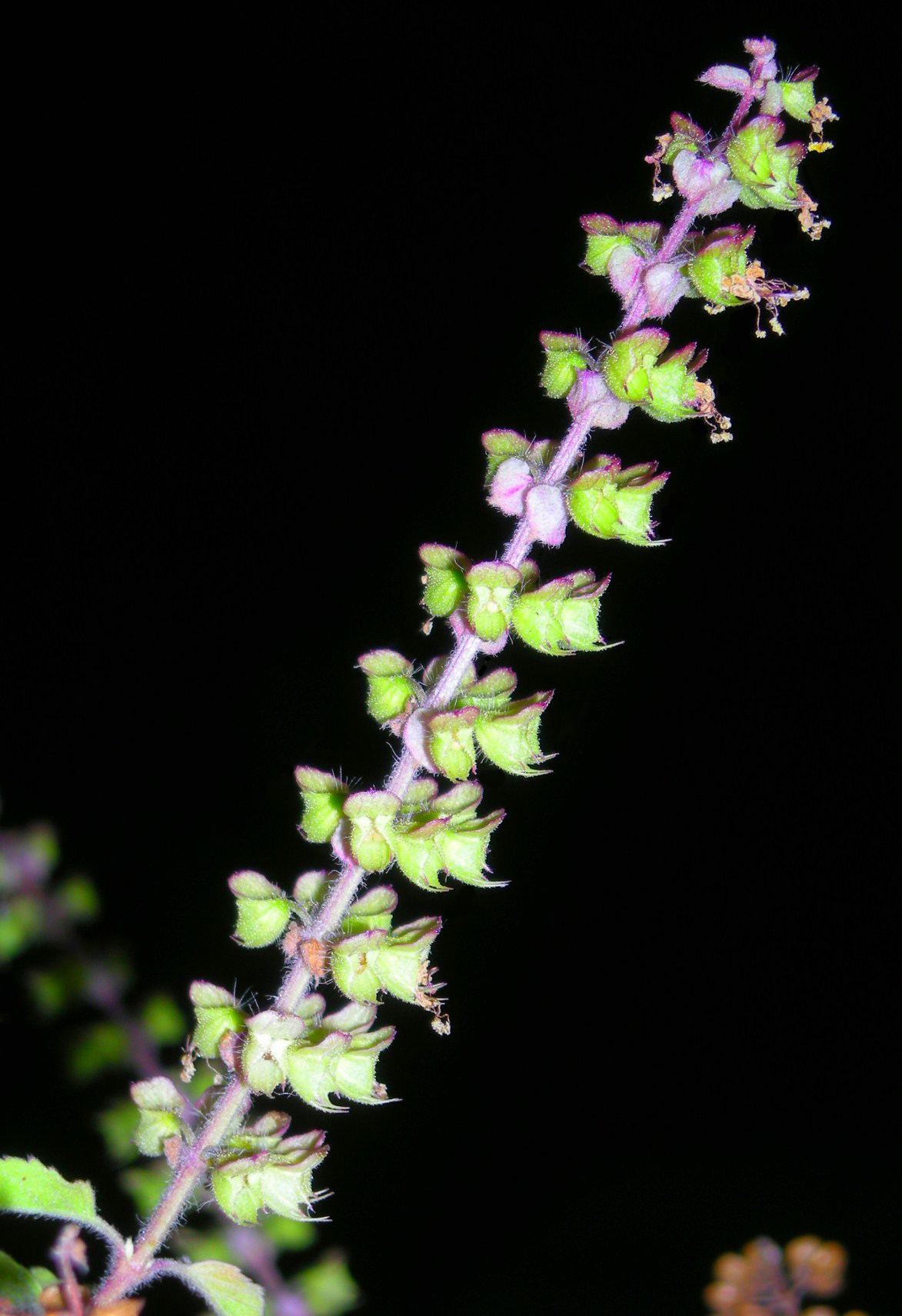
Квіти туласі

Туласі — багаторічна трав'яниста рослина або чагарник родом з Індії також вирощується як однорічна рослина. Пелюстки зеленого або фіолетового кольору. Листя короткочерешкове, видовжено-яйцеподібне, рідко-зубчасте, довжиною до п'яти сантиметрів. Стебло, листя і чашки вкриті волосками. Квітки двогубі, білі з фіолетовим відтінком, зібрані в помилкові колотівки.
В Індії існує два види туласі — темний, званий Шьяма-туласі, або Крішна-туласі і світлий Рама-туласі. Шьяма-туласі широко застосовується в медицині й релігійному поклонінні.
Споріднений туласі (Васи́льок запашний Ocimum basilicum) іноді неправильно називають священним васи́льком, але їх можна розрізнити за ароматом і смаком. Листя туласі покриті волосками, тоді як листя солодкого васи́льку зовсім гладкі; туласі не має сильного аромату лакриці або анісу, характерного для солодкого базиліка, і має смак, схожий на смак гвоздики.

## Туласі в Аюрведі

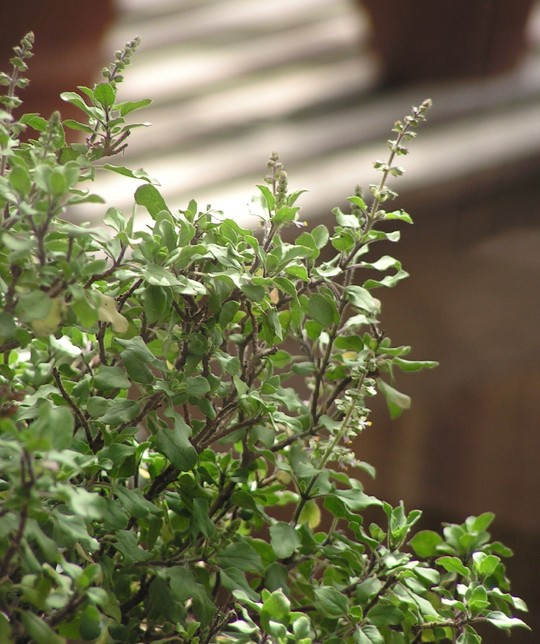
Туласі широко використовується в Аюрведі

В аюрведичній медицині туласі тисячоліттями використовувалася як одна з основних лікарських рослин, які мають велику цілющу силу. Туласі описується Чаракою в основному тексті з Аюрведи під назвою «Чарака-самхіта», а також згадується в «Ріг-веді». Вважається, що туласі має адаптогенні властивості, приводить в гармонію тілесні функції і допомагає долати стрес. Туласі має сильний аромат, терпкий смак і вважається «еліксиром», що збільшує тривалість життя.
Медичні препарати, зроблені з туласі, використовуються для лікування застуди, головного болю, хвороб шлунка, запалень, різного виду отруєнь і малярії. У лікувальних цілях, туласі вживається по-різному: як трав'яний чай, як висушений порошок, як свіже листя або в суміші з дгі. Ефірна олія, отримана з карпура-туласі, використовується для медичних цілей і в косметиці. В Індії також існує багатовікова практика, в якій для захисту зерна від шкідливих комах, його перемішують з висушеним листям туласі.
Дослідження показують, що туласі містить в собі велику кількість евгенолау (1-гідрокси-2-метокси-4-аліл-бензил) і тому має знеболюючі властивості. Вона також корисна для лікування діабету, оскільки знижує рівень холестеролу й сприятливо впливає на рівень глюкози в крові за рахунок своїх властивостей антиоксиданту..
Туласі також захищає від променевої хвороби і катаракт. Багато послідовників вайшнавізму, однак, не використовують туласі в медичних цілях з поваги до її священного статусу. Попри це, туласі широко застосовується в медицині по всій Індії. Багато індусів вірять в те, що поряд з древнім знанням Аюрведи, цілющі властивості таких священних рослин як туласі є даром богів і можуть використовуватися в медицині як знак вдячності і поваги.
На Шрі-Ланці туласі відома як Мадуро-тала і використовується як репелент від комах.

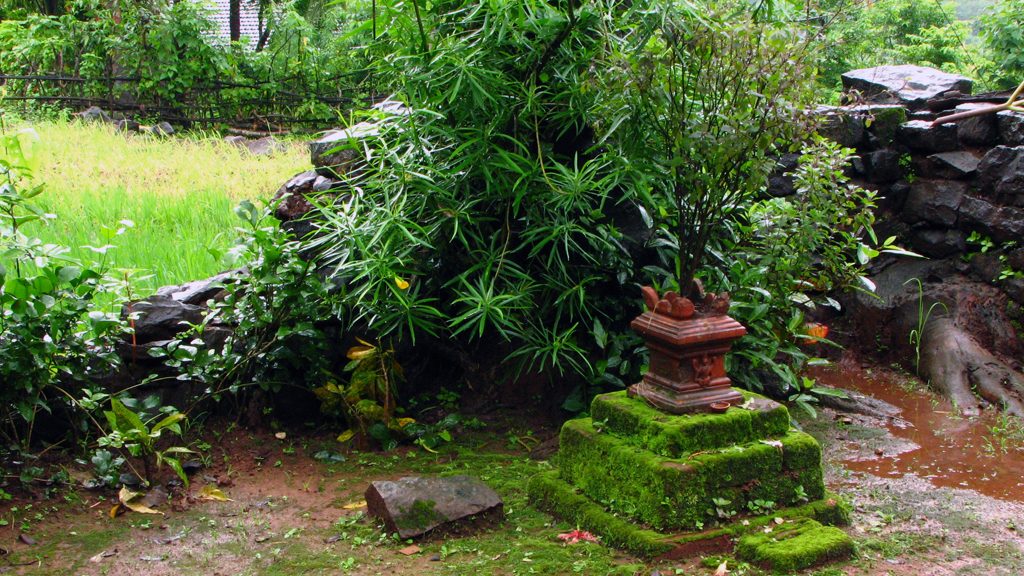
Туласі в Джайпурі
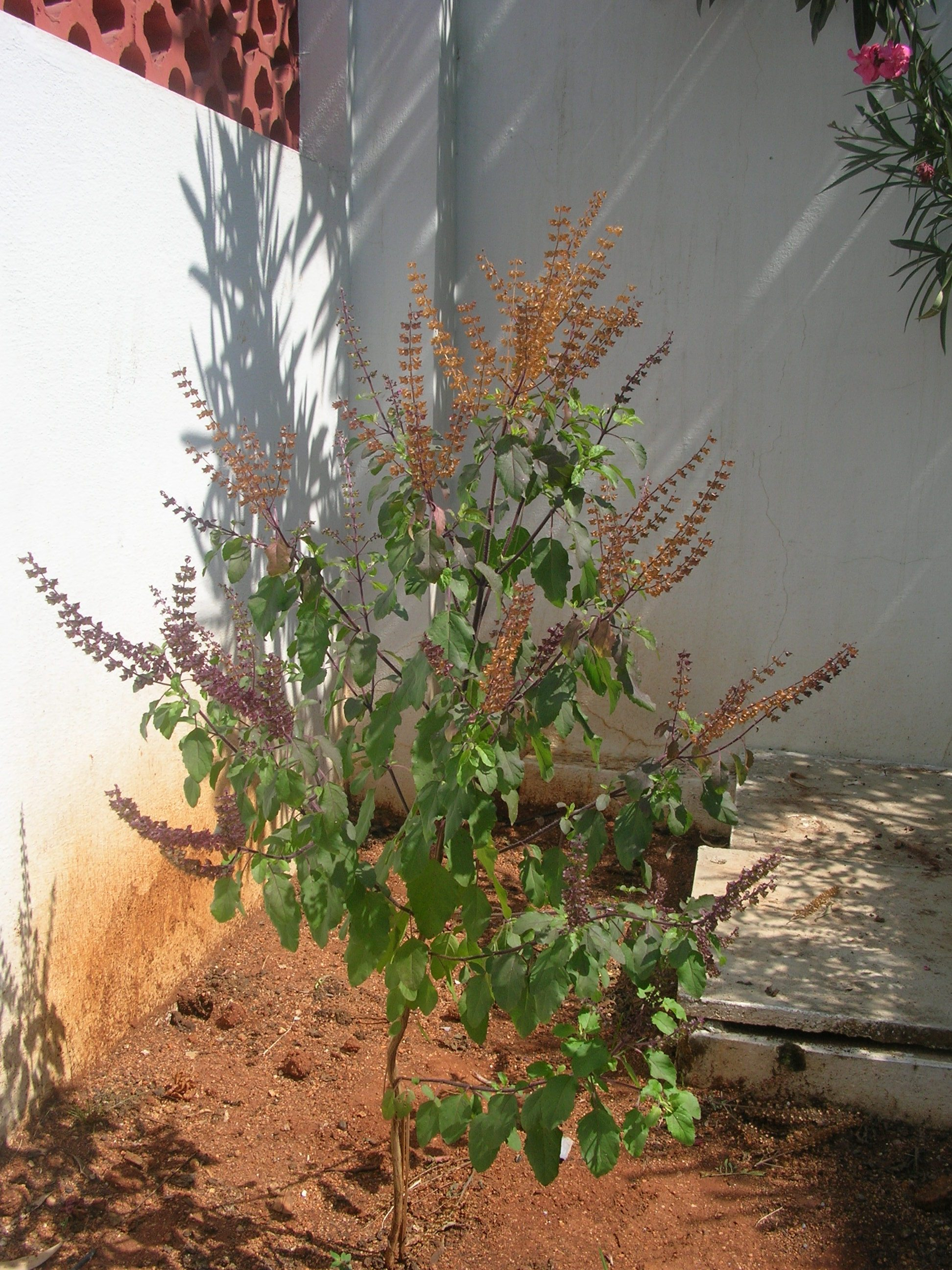
Квітуча Туласі в Гайдарабаді, Індія
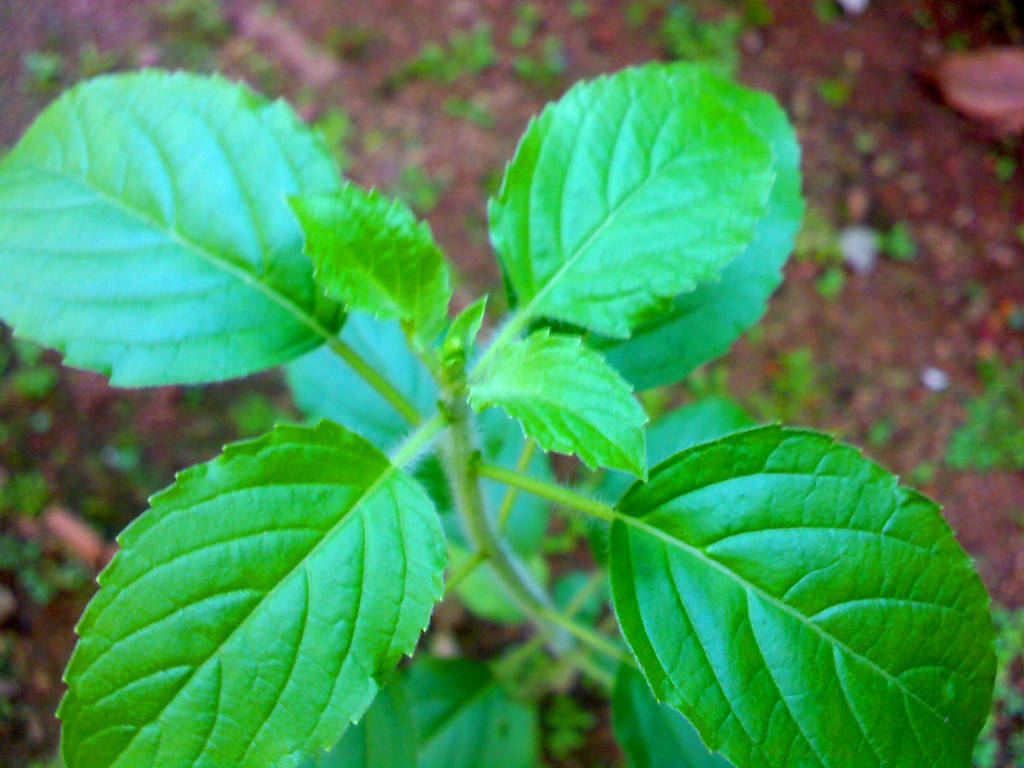
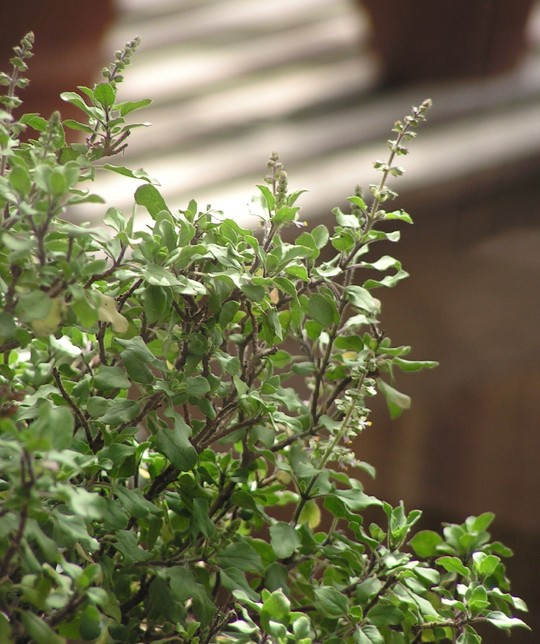

## Туласі в індуїзмі
У Пуранах та інших священних писаннях індуїзму говориться про важливу роль туласі в релігійному поклонінні. Туласі розглядається як аватара Лакшмі — дружина Вішну, або Радги, вічної дружини Крішни. Деревця туласі і їх листя грають дуже важливу роль у вайшнавізмі. Священні писання рекомендують вайшнавам щодня поливати туласі і збирати її листя для поклоніння Вішну і Крішні. Перше підношення, яке пропонується мурті Вішну в індуських храмах під час ранкової пуджі — це гірлянда з листя туласі. Туласі займає шосте місце серед восьми об'єктів поклоніння в обряді освячення — калаша.
Згідно з однією з історій, описаних в Пуранах, Туласі була однією з ґопі, яка закохалася в Крішну і була проклята іншою коханою Крішни — Радгою. Як результат цього прокляття, Туласі впала в матеріальний світ зі світу духовного, прийнявши форму рослини. Вона також згадується в історіях про Радгу в знаменитій поемі Джаядеви — «Ґітаґовінда». У ґаудія-вайшнавізмі та деяких інших традиціях крішнаїзму, іншим ім'ям Туласі є Вріндадеві, що означає «богиня Вріндавана». Відомий крішнаїтський гуру Бгактісіддханта Сарасваті Тгакур говорив про Туласі, що це «найулюбленіша віддана Крішни, і тому її квіти і листя також дуже дорогі Йому».
Кожен рік, на одинадцятий день місяця Картік за місячно-сонячний календар місячно-сонячним календарем, в індуїзмі проводиться свято Туласі-віваха, символізує весілля Туласі й Вішну. Святкування триває протягом п'яти днів і завершується на повний місяць в середині жовтня. Це свято знаменує початок шлюбного сезону в Індії.

### Поклоніння Туласі

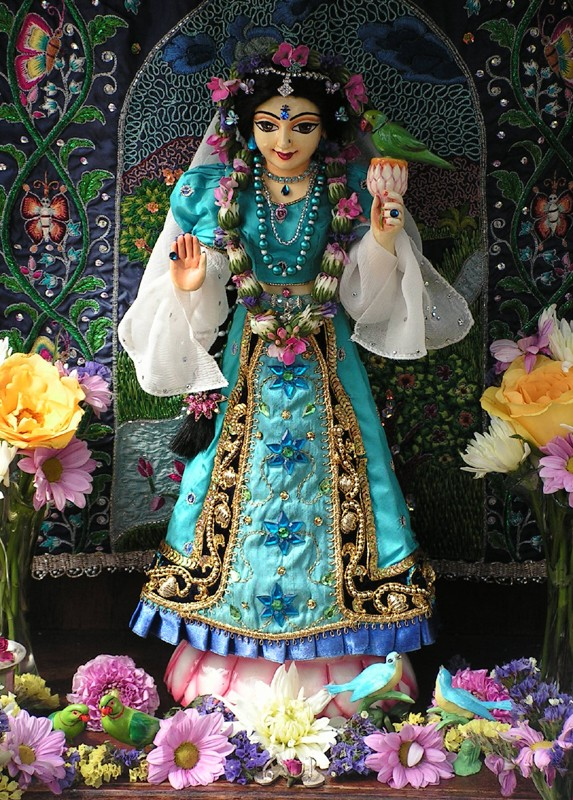
Мурті Туласі

Туласі в домі розглядається як ознака релігійності та побожності індуїстської сім'ї. У таких напрямах індуїзму як вайшнавізм, вирощування і поклоніння туласі є важливим аспектом духовного життя. У багатьох індуських сім'ях туласі вирощують в спеціально побудованій для цього споруді, в оточенні мурті різних форм Бога і святих, встановлених з чотирьох сторін, і нішею для маленької глиняної лампи. У деяких будинках можна зустріти десятки рослин туласі на веранді або в саду, які утворюють маленький базиліковий гай — «туласі-ван» або «туласі-Вріндаван». У вайшнавізмі туласі поклоняються також і у формі мурті — вона зображується як дівчина-ґопі. Туласі-манас мандір у Варанасі є одним з найзнаменитіших храмів туласі, в якому їй поклоняються поряд з різними девами індуїстського пантеону .
Згідно з «Ґандгарва-тантрою», ідеальними місцями для медитації й поклоніння є заростя туласі. Вайшнави особливо шанують листя туласі, які є невід'ємною частиною підношень найвідья — їх кладуть на їжу, приготовлену для Бога, а також до ніг мурті Вішну або Крішни. Говориться, що Крішна, або Вішну, не приймають запропоновану їм їжу, якщо до неї не було додано листочок туласі (у тому випадку, якщо є можливість дістати листя туласі). Поклоніння туласі у вайшнавізмі — це настільки могутній процес, що просто поливаючи її або ходячи навколо неї, людина позбавляється найтяжчих гріхів. Згідно з правилами поклоніння туласі, кожен день рослині слід пропонувати араті, а листя повинні збиратися тільки вранці, для пуджі.
Після того, як рослина вмирає, товста частина стовбура використовується для виготовлення вайшнавських чоток (Джапа-мала) й намиста, яке послідовники вайшнавізму носять на шиї. Виготовлення намиста і чоток з туласі є однією з головних форм кустарного виробництва в місцях паломництва в Індії.

#### Туласі-пуджа

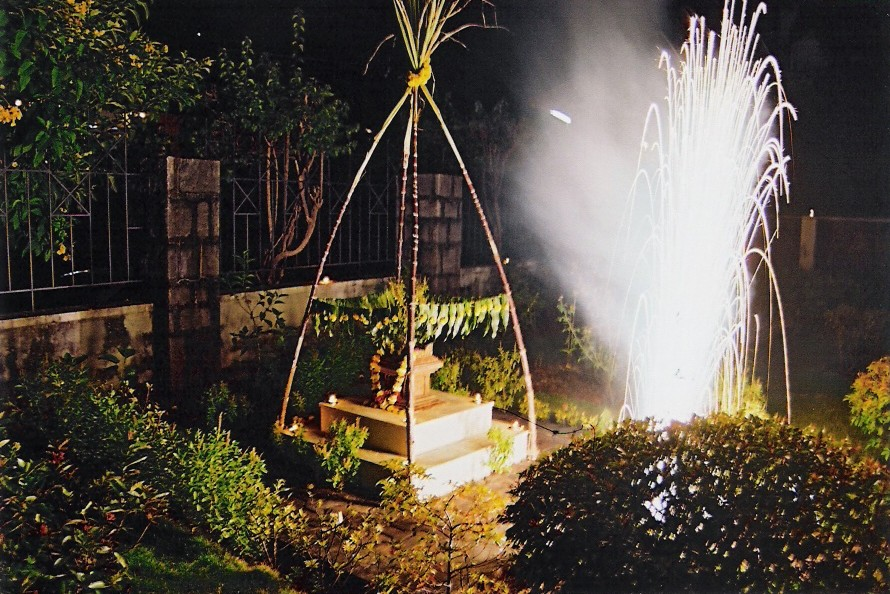
Оздоблена для проведення пуджі Туласі з феєрверком

Індуси часто вирощують туласі на подвір'ї перед будинком. У визначений день у році, званий «Картік-шукла-двадаші» (дванадцятий день індуїстського місяці Картіка, що через два тижні після Дівалі) існує традиція проводити Туласі-пуджу, під час якої рослини туласі красиво оздоблюються і поміщаються в спеціально споруджену споруду, зроблену з цукрового очерету, мангового листя і квітів.
Також як і під час святкування Дівалі, навколо туласі і по всьому будинку запалюються глиняні лампади, а іноді влаштовуються і феєрверки. У Північній Індії, а також в крішнаїтських громадах в інших регіонах, ця церемонія називається Туласі-віваха — день весілля туласі з Крішною в Його формі шила. Інше свято, присвячене туласі, називається Туласі-екадаші і проводиться в день екадаші.

### Цитати
Цитати із священних писань індуїзму, в яких йдеться про значення туласі: З «Брігад-наради-Пурани»:
|  | Подібно до того, як повторення імені Ганги призводить до звільнення від усіх найстрашніших гріхів - той, хто з відданістю повторює ім'я Туласі та імена Господа Харі — отримує той же самий результат. |

Зі «Сканда-Пурани»:
|  | Простий дотик до туласі очищає тіло. Просто молячись їй можна вилікуватися від усіх хвороб. Поливаючи туласі можна звільниться від страху навіть перед самим — Ямою |